# Magical Eyes
「Magical Eyes」（マジカル・アイズ）は、日本の歌手グループ、Folder5の7枚目のシングル。

## 解説
表題曲の「Magical Eyes」は、Xbox用ゲームソフト「ねずみくす」テーマソング。
初回限定盤のみトレーディングカード封入。
PVのロケ地は、千葉県房総半島の牧野牧場と白子町のホワイトヴィレッジスタジオ。

## 収録曲
1. Magical Eyes
作詞：阿久津健太郎 / 作曲：山口寛雄 / 編曲：上野圭市
ベスト・アルバム『Folder+Folder 5 SINGLE COLLECTION and more』に収録。2ndアルバム『FIVE GIRLS』には同曲のアルバム・バージョンが収録されている。
2. Piece of wish
作詞：阿久津健太郎 / 作曲：オオヤギヒロオ / 編曲：小西貴雄
3. Magical Eyes (instrumental)
4. Piece of wish (instrumental)